# 三菱重工環境・化学エンジニアリング
三菱重工環境・化学エンジニアリング株式会社（みつびしじゅうこうかんきょう・かがくエンジニアリング）は、神奈川県横浜市西区に本社を置く環境装置エンジニアリング企業。

## 概要
三菱重工業株式会社の100%子会社で環境装置設計･製作･アフターサービス･運転管理を行っている。

## 沿革

### 菱和エンジニアリング株式会社
- 1967年（昭和42年）8月 - 三菱重工の旧MCECの直系設計会社として、広菱エンジニアリング株式会社を設立。
- 1972年（昭和47年）5月 - ダイヤエンジニアリング株式会社の一部と統合し、菱和エンジニアリング株式会社に社名変更。

### 三菱重工環境エンジニアリング株式会社
- 1976年（昭和51年）2月 - 三菱重工の環境装置製品のアフターサービスおよび運転維持管理業務を専門に行う会社として、重工環境サービス株式会社を設立。
- 1987年（昭和62年）8月 - 三菱重工環境エンジニアリング株式会社に社名変更。
- 2009年（平成21年）10月 - 三菱重工の事業再編に伴い、大気汚染防止装置（除く石灰石膏法排煙脱硫装置）、水質汚濁防止装置、溶剤回収装置、太陽光発電システム等の事業を神菱ハイテック（現・三菱重工機械システム）に分割・移管。

### 三菱重工環境・化学エンジニアリング株式会社
- 2009年（平成21年）10月 - 三菱重工環境エンジニアリングの廃棄物処理装置事業、排煙脱硫装置事業を主体とする部門と、菱和エンジニアリングが合併し設立。これまでの廃棄物処理装置の新設からアフターサービスに加えて石油・化学プラントのエンジニアリングまでを行う総合エンジニアリング会社となる。本社東京都港区。
- 2010年（平成22年）1月 - 本社を横浜市西区へ移転。

## 事業所
- 本社/プラント事業本部/O&M事業本部/調達部（神奈川県横浜市西区、横浜ブルーアベニュー）
- 支店（札幌、仙台、名古屋、大阪、福岡）
- 営業所（金沢、長崎）
- 技術事務所（広島）

## 主な関連会社
グループ会社
- 重環オペレーション株式会社
- 中部重環オペレーション株式会社
- 西部重環オペレーション株式会社
- 九州重環オペレーション株式会社
- エム・エイチ・アイ・エアポート環境株式会社
- 株式会社MHIプロ・スタッフ

O&M・PFI関連事業会社
- 東京環境オペレーション株式会社
- 株式会社ひむかエコサービス
- 釧路エコクリエイション株式会社
- 千葉エコクリエイション株式会社
- 益田エコクリエイション株式会社
- 株式会社バイオマスパワーしずくいし
- 菱重環環境技術服務（北京）有限公司